# الاشتراكيون الثوريون (مصر)
الاشتراكيون الثوريون، هي منظمة ماركسية-تروتسكية مصرية، متحالفة مع تيار الاشتراكية الدولية. لعبت المنظمة وفقاً لأستاذ التاريخ الأمريكي مارك ليفين «دوراً مهماً في تنظيم ميدان التحرير خلال الثورة المصرية في 2011، كما تشارك الآن في تنظيم الحركة العمالية» في مرحلة ما بعد الرئيس مبارك. شاركت في إنشاء حزب العمال الديمقراطي بين عامي 2011 - 2012، وتحالف القوى الاشتراكية. تضم قيادات المنظمة عالم الاجتماع سامح نجيب، كما تضم أعضاءً بارزين آخرين كالصحفي حسام الحملاوي، والناشطة جيجي إبراهيم. والمحامية ماهينور المصري تصدر منظمة الاشتراكيون الثوريون صحيفة بعنوان الاشتراكي[ ؟ ].

## التاريخ
بدأت المجموعة في أواخر ثمانينيات القرن العشرين، بين عددٍ صغير من الطلاب المتأثرين بالماركسية، والمعاديين للاتحاد السوفيتي وتبعية اليسار إليه. تم اعتماد الاسم الحالي بحلول أبريل من عام 1995، ونما عدد الأعضاء من عدد قليل من الأعضاء الناشطين، عندما كان اليسار المصري مضطهداً كثيراً، إلى بضع مئات خلال الانتفاضة الفلسطينية الثانية. وبالرغم من عدم تمكن المنظمة من ممارسة عملها على نطاق واسع في عهد الرئيس حسني مبارك، إلا أن عدد أعضاء الجماعة إزداد بسبب ميول المنظمة المؤيدة للقضية الفلسطينية والتضامن معها. فقد كان لدى الانتفاضة تأثيراً راديكالياً على الشباب المصري، مما أدى بدوره في زيادة القاعدة الشعبية السياسي، والذي كان خاملاً لفترات طويلة تحت قمع نظام مبارك.
كانت علاقة المنظمة مع جماعة الاخوان المسلمين المحظورة آنذاك متميزة عن باقي الكيانات اليسارية في مصر قديماً، كالحزب الشيوعي المصري، الذي ساوى الإسلام السياسي بالفاشية. ورفعت المنظمة وقتها شعار «مع الإسلاميين أحياناً، دائماً ضد الدولة». أُقتُبِسَ هذا الشعار من كتاب كريس هارمان من حزب العمال الاشتراكي البريطاني، النبي والبروليتاريا، الذي ترجم من العربية واستخدمته المنظمة على نطاقٍ واسع في 1997. استطاع الاشتراكيون الثورين العمل فعلاً مع الاخوان المسلمين في بعض الأحيان، تجلى هذا التعاون في حركات دعم الانتفاضة والرفض للحرب.

## الثورة المصرية 2011
لعب الاشتراكيون الثوريون، بجانب حركات أقصى اليسار، وحركة شباب 6 أبريل، لعبوا دورا رئيسياً في الحشد للتظاهر يوم 25 يناير، 2011، والذي أصبح لاحقاً بداية الشرارة للثورة المصرية. اجتمعت القوى السابقة، واتفقت على استراتيجيات مختلفة، مثل التظاهر في مناطق مختلفة في القاهرة في وقت واحد، قبل التوجه سيراً إلى ميدان التحرير والتجمع هناك، لتجنب تركيز قوات الأمن على المظاهرة والمسيرة.
أصدر الاشتراكيون الثورين بياناً في وقت لاحق، يدعو العمال المصريين إلى الدخول في إضراب عام، على أمل الإطاحة بنظام مبارك:
يمكن للنظام تحمل المظاهرات والاعتصامات في الشوارع لأيام وأسابيع، ولكنه لن يستطيع الصمود والاستمرار أمام ساعات قليلة من الإضراب، إذا استعمل العمال الإضراب كسلاح.  اضربوا في السكك الحديدية، اضربوا في وسائل المواصلات العامة، اضربوا في المطارات والشركات الصناعية الكبيرة.
يا أيها العمال المصريون، من أجل شبابنا الثائر، ومن أجل دماء شهدائنا، انضموا إلى صفوف الثورة واستخدموا قوتكم، وسيكون النصر حليفاً لنا!
المجد للشهداء!
يسقط النظام!
السلطة للشعب!
النصر للثورة!
قالت الناشطة والعضوة في المنظمة، الناشطة جيجي إبراهيم، أن شرارة الثورة بدأت منذ اندلاع الانتفاضة الثانية عام 2000.

### بعد تنحي مبارك
دعا الاشتراكيون الثورية إلى الثورة الدائمة في أعقاب تنحي الرئيس مبارك. وهتف أعضاء المنظمة في عيد العمال 2011 «بثورة عمالية ضد الحكومة الرأسمالية»، في طريقهم إلى ميدان التحرير. تعزو المنظمة الفضل الرئيسي لإسقاط مبارك للطبقة العاملة، لاسيما في القاهرة والإسكندرية والمنصورة[ ؟ ]، بعكس ماتم ترويجه إعلامياً وهو استخدام الشباب للشبكات الاجتماعية على الانترنت. في حين يصفون دور الإخوان المسلمين في مرحلة ما بعد مبارك «بالثورة المضادة».
في مارس 2011، كان الناشط حسام الحملاوي والعديد من الاشتراكيون الثوريون الآخرين ضمن المتظاهرين الذين اقتحموا واستولوا على مقر مباحث أمن الدولة في مدينة نصر. استُخدم هذا البناء تحديداً لاعتقال وتعذيب العديد من النشطاء قبل الثورة. تمكن الحملاوي من الوصول إلى الزنزانة التي تم اعتقاله بها، وكتب لاحقاً على حسابه على تويتر أنه لم يستطع التوقف عن البكاء بعد مشاهدتها. «دخلت المجمع الصغير الذي كنت محتجزاً به، مازلت لا أصدق... العديد من الحضور يبكي الآن. لا نستطيع إيجاد غرف الاستجواب. يا إلهي، هذا المكان أشبه بالقلعة».
دعت المنظمة إلى التخلص من سلطة المجلس العسكري وقيادات الجيش والشرطة على الحياة المصرية. بالإضافة لدعوتها إلى مثول مبارك ورموز نظامه، بما في ذلك محمد حسين طنطاوي، وسامي عنان (الرجلين الأولين في المجلس العسكري) أمام المحاكمة. بالإضافة إلى معارضتهم لمرسوم قانون تجريم الإضرابات والاعتصامات والاحتجاجات، الذي فرضه المجلس يوم 24 مارس، 2011.
يسعى الاشتراكيون الثوريون بجانب العديد من الكيانات اليسارية المصرية الأخرى، إلى تأسيس حزب عمال جديد في أعقاب سقوط مبارك. سمي الحزب حزب العمال الديمقراطي، ويتمثل هدفة الأساسي في «كون العمال المحركين الأساسيين للحزب وقادتهم، بمشاركة عدد من المثقفين». إلا ان تأسيس حزباً من هذا النوع في مصر لا يزال غير قانوني في ظل الحكومة الحالية وقانونها للأحزاب السياسية، الذي صدر في 29 مارس، 2011، حيث يحظر ويمنع منعاً باتاً إنشاء الأحزاب على أساس طبقي. رد كمال خليل أحد قيادي الحزب بالقول أنهم لا يبحثون شرعية الحزب رسمياً بقدر الشرعية الشعبية؛ «لا نريد حزباً سياسياً على ورق، نريد حزباً ذو قاعدة في المصانع وأماكن العمل».
في 10 مايو، 2011، اتحدت منظمة الاشتراكيون الثورين مع أربع كيانات يسارية مصري أخرى، مشكّلةً «تحالف القوى الاشتراكية»، والتي تضم حزب التحالف الشعبي الاشتراكي، والحزب الاشتراكي المصري، والحزب الشيوعي المصري، بجانب حزب العمال الديمقراطي.

## حكم الإخوان المسلمين
بشكل عام، أيدت المنظمة وصول محمد مرسي إلى السلطة في الجولة الثاني من انتخابات الرئاسة المصرية 2012 وفضلته بشكل قاطع على أحمد شفيق بوصفه رجل من النظام القديم. شهدت المنظمة خلافاً حول هذا الموقف بالرغم عدم استخدام أي صيغة مدح في الإخوان والتركيز بشكل رئيسي على مهاجمة ومنع شفيق من الوصول إلى السلطة بمبدأ كريس هارمان القيادي التاريخى لحزب العمال الاشتراكى البريطانى «أحياناً مع الإسلاميين، وأبداً مع الدولة».
ظهر العداء لسياسات الإخوان الإقتصادية والديموقراطية مباشرةً بعد أن أصبح مرسي على مقعد الرئاسة وتراجعوا عن دعمه في سبتمبر 2012، وشاركت المنظمة في الحشد وأيدت تقريباً جميع الاحتجاجات ضد سياسات مرسي الإقتصادية.

## الموقف من القضايا الدولية
في عام 2006، وصف القيادي في المنظمة سامح نجيب، فشل الجيش الإسرائيلي في تحقيق أهدافه في الحرب على لبنان بالقضاء على حزب الله، وصفه «بالانتصار المهم جداً لجميع الحركات المناهضة للحرب حول العالم»، مدعياً انه منع أو أجل الهجوم الإسرائيلي-الأمريكي على سوريا وإيران.
في 2 مارس، 2011، بعثت المنظمة رسالة تضامن للمنظمة الأمريكية الاشتراكية الدولية على إثر مظاهرات ويسكونسن، حثهتم على بناء بديل اشتراكي ثورية ضد الصهيونية والإمبريالية.
كانت المنظمة أيضاً بجانب العديد من المنظمات الاشتراكية ممن أدانوا نظام روبرت موجابي في زيمبابوي على اعتقال وتعذيب اشتراكين من أعضاء المنظمة الاشتراكية الدولية في زيمبابوي، بسبب قيامهم باستضافة اجتماع لمناقشة الثورات في تونس ومصر. وأضافوا: «الجماهير في تونس ومصر اثبتوا أنه مهما طالت الأنظمة الاستبدادية، فزلزال الثورة يمكنه أنه يهدم الجدران والسدود، فكونوا متأكدين أن الزلزال قادم، وستسقط موغابي ونظامه--».
وكان للمنظمة دور في دعم الثورات العربية، ورفض للتدخل الأجنبي خصوصاً العسكري في شئون هذه البلدان.

## وصلات خارجية
- الاشتراكيون الثوريون - الموقع الرسمي للاشتراكيون الثوريون
- إصدار من الاشتراكي  - صحيفة المنظمة الرسمية